# Cristhian Montoya
Cristhian Montoya Giraldo (San Vicente, 4 augustus 1989) is een Colombiaans wielrenner die anno 2019 rijdt voor Medellín.

## Carrière
In 2015 won Montoya het bergklassement in de Ronde van de Gila, nadat hij in de tweede etappe genoeg punten had verzameld om de leiderstrui over te nemen van zijn ploeggenoot Rafael Montiel. Een jaar later won hij een etappe in de Ronde van Colombia door solo als eerste over de finish te komen.
In mei 2017 won Montoya het bergklassement van de Ronde van Ankara, waar hij het duo Luca Chirico en Jawhen Sobal elf punten voorbleef. Vijf maanden later won hij de vierde etappe in de Ronde van Chili, voor zijn ploeggenoot Nicolás Paredes.

## Overwinningen
2015
Bergklassement Ronde van de Gila
2016
10e etappe Ronde van Colombia
2017
Bergklassement Ronde van Ankara
4e etappe Ronde van Chili
2019
Bergklassement Ronde van de Dominicaanse Republiek
5e etappe Ronde van de Gila
Bergklassement Ronde van de Gila
1e etappe Ronde van het Qinghaimeer (ploegentijdrit)

## Ploegen
- 2011 –  Gobernación de Antioquia-Indeportes Antioquia
- 2012 –  Gobernación de Antioquia-Indeportes Antioquia
- 2013 –  Colombia Coldeportes
- 2015 –  Orgullo Antioqueño
- 2017 –  Medellín-Inder
- 2018 –  Medellín
- 2019 –  Medellín

Arango · Cardona · Estrada · C. Montoya · J. I. Montoya · Ortega · Oyola · Paredes · Ramírez · Roldán · Sevilla · Vargas
Caicedo · Chalapud · Mendoza · Montoya · Oyola · Paredes · Roldán · Sevilla · Vargas